# 善養寺 (世田谷區)
善養寺（日语：／ Zenyōji */?）是位於日本東京都世田谷區 野毛的寺院。屬於真言宗智山派，最初是在江戶時代初期的深澤村（現在深澤地區的一部分），在慶安年間（1648年-1651年）移轉至現在地。在本堂前方的大榧木（善養寺榧木），其樹齡約700年~800年，在1964年被指定為東京都的自然紀念物 。

## 歷史
善養寺在多摩川畔、沿著國分寺崖線的位置。正式名稱為「影光山佛性院 大毘廬遮那殿 善養密寺（日語：ようこうさんぶっしょういんだいびるしゃなでんぜんようみつじ）」，是 京都市東山區智積院的末寺。
在江戶時代以前，此寺據說是在深澤村。寺院的僧侶--祐榮阿闍梨（慶安5年7月26日遷化）去本山智積院修業後，再回到深澤村，但他不在寺院的期間，寺院已經被毀壞。傳說慶安年間祐榮將寺院移轉至下野毛村字根通路，但在《新編武藏風土記稿》卷之四十九，〈荏原郡世田谷領菅刈庄下野毛村〉之條目，紀載著「那一年的紀載不明」，因此關於移轉至現在地以前的善養寺之史實文獻知之甚少。
雖然曾經歷一段沒有住持的時間，但根據統計，至2012年包括創始人佑榮，歷代住持約有20人。在新編武藏風土記稿卷之四十九記載著「改為真言宗新義宗、等等力村滿願寺的末寺」。根據1872年（明治5年）的《古義真言新義真言本末一派寺院明細帳II》的資料，善養寺住持也兼任谷澤川沿岸的淨音寺（日語：じょういんじ）此無住持寺院的の住持。淨音寺的山號是「慈眼山」（日語：じがんさん），當時和善養寺同屬於新義真言宗派，也是滿願寺的末寺。之後淨音寺因火災全燒毀而廢寺，合併至滿願寺。從遺址附近坡道「淨音寺坂」可看到仍保留了淨音寺的名稱。。
祭祀的本尊是金剛界大日如來，是木彫塗漆，高約4尺餘的坐像。毎月1日是本尊緣日，而進行大護摩供養，正月元旦也進行元旦護摩。其他則有節分會、施餓鬼、春秋兩季的彼岸等等的修業。在世田谷區野毛和中町附近，從川崎市高津區下野毛開始，都内和近縣都擁有檀家。
善養寺也是玉川八十八箇所32番和玉川二十一箇所14番的禮所 。巡禮歌是「肅穆的 如來大悲 多摩川邊 在榧御寺（日語：おごそかに 如来の大悲 かがやけり たまの川辺の 榧のみてらに）」。另外，從境内也出土了鎌倉時代至室町時代製作的板碑共18個。

## 境内和文化資產

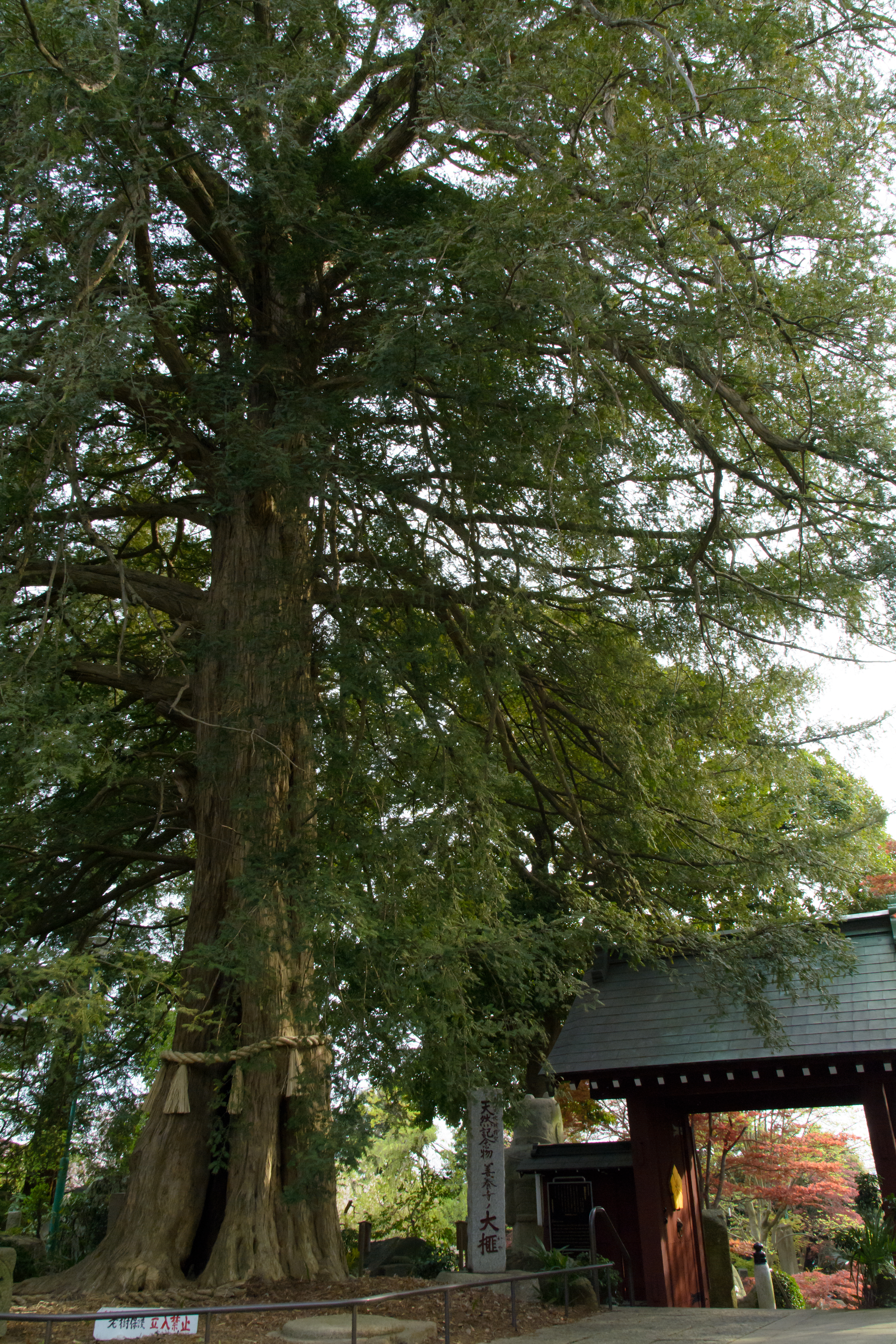
善養寺榧木

穿過丸子川上的紅橋（大日橋)石階，迎面而來有一對獬豸坐像。獬豸是架空的神獸，也是防範火災的神，罕見的只有5個存在世上。本堂是模仿奈良唐招提寺金堂，擁有一對鴟尾、瓦葺的廡殿頂屋頂為特徵。
本堂前方則有被稱為善養寺榧木的大榧木。此榧木有著澤蟹親子報答豪族女兒幫助的報恩傳說，一旁設置了澤蟹和青蛙，以及河童的石像。境內還包括了象頭神、石羊、布袋像等等雕像。
在本堂内，除了本尊大日如來坐像外，也祭祀著秘佛不動明王立像、制多迦、矜羯羅。古代境內也存在著鎮守此地的六所神社之神輿堂和閻魔堂。1998年（平成10年），為紀念善養寺中興400年記念而落成梵鐘和梵鐘堂。

## 所在地
- 東京都世田谷區野毛2丁目7番11號

## 交通
- 從東急電鐵大井町線等等力站步行約15分。

## 註腳
1. 1 2 3 4 5 6 7  『ふるさと世田谷を語る 野毛・上野毛』54頁-56頁。
2. ↑  『東京都の文化財 3』84頁。
3. 1 2 3 4 5  『改訂・せたがやの散歩道』163頁。
4. 1 2 3 4 5 6 7 8 9  『ふるさと世田谷を語る 野毛・上野毛』116頁-118頁。
5. 1 2 3 4 5 6  『史料に見る江戸時代の世田谷』106-108頁。
6. ↑  遷化，佛教用語，指僧侶的死亡、入滅。
7. ↑  下野毛村是從野毛一丁目起至三丁目和野良田（1932年玉川仲町的改稱，1969年的住居表示之際時成為中町）的飛地所構成。1889年與用賀村、瀬田村、上野毛村、等等力村、奥澤村、尾山村、野良田村等等合併成東京府荏原郡玉川村。
8. 1 2  『世田谷区寺院台帳』、161頁。
9. 1 2  . tokyodeep.info.   [2018-08-29]. （原始内容存档于2020-12-01） （日语）.
10. ↑  . www004.upp.so-net.ne.jp.   [2018-08-29]. （原始内容存档于2020-11-14）.

## 外部連結
- . www.geocities.jp.   [2018-08-29]. （原始内容存档于2013-07-02） （日语）.
- . 猫の足あと.   [2018-08-29]. （原始内容存档于2020-10-30） （日语）.